# Daniel Davis, Jr.
Pour les articles homonymes, voir Daniel Davis (homonymie) et Davis.
Daniel Davis Jr. (1813-1887) est un photographe, daguerréotypiste et ambrotypiste américain.
En 1842, Daniel Davis Jr. brevète un procédé de coloration des daguerréotypes par galvanoplastie et son travail est affiné par Warren T. Thompson l'année suivante.

## Source de la traduction
- (en) Cet article est partiellement ou en totalité issu de l’article de Wikipédia en anglais intitulé « Daniel Davis, Jr. » (voir la liste des auteurs).